# Chude Pam Allen
Chude Pamela Parker Allen, även känd som Pamela Parker, Chude Pamela Allen, Chude Pam Allen, Pamela Allen och Pam Allen, född 1943 i Pennsylvania, är en amerikansk kvinnorättsaktivist inom den amerikanska medborgarrättsrörelsen och Women's liberation movement.

## Biografi

### Utbildning och medborgarrättsrörelseaktivism
Pamela Parker Allen växte upp inom Episkopalkyrkan och bodde i Solebury i Pennsylvania. Hennes mamma var förskolelärare och hennes far arbetade som chef i en gummivarufabrik.
Allen gick på Carleton College i Northfield, Minnesota, där hon studerade religion. Hon gick med i Students for a Democratic Society. Under sommaren 1963 var hon rådgivare vid Church of the Advocate i Philadelphia, där hon bodde hos en afroamerikansk präst och hans familj. Våren 1964 var hon en av 13 vita utbytesstudenter på Spelman College. Där deltog hon i ett seminarium om icke-våld som leddes av Staughton Lynd och blev involverad i Committee on Appeal for Human Rights. Hon anmälde sig som frivillig lärare i Freedom School i Holly Springs, Mississippi, för Freedom Summer. Under sitt sista år i Freedom School var hon aktivist på campus och talade för Student Nonviolent Coordinating Committee. Hon gifte sig med den afroamerikanska aktivisten Robert L. Allen 1965. Efter sin examen från Carleton flyttade hon till New York City, där hon arbetade på en byrå som skaffade hem åt fosterbarn.

### Women's liberation movement
Allen var en viktig aktivist i Vita kvinnors befrielserörelse och hon förespråkade att rasism inom rörelsen skulle uppmärksammas mer. Hon var med och grundade New York Radical Women 1967. Gruppen planerade aktionen Jeannette Rankin Brigade. Allen lämnade senare gruppen och kritiserade deras syn på moderskap och avvisande av traditionella roller för kvinnor. Hon arbetade för The Guardian i början av 1968. Hon flyttade till San Francisco, där hon gick med i feministgruppen Sudsofloppen. Baserat på sina erfarenheter med gruppen skrev hon den inflytelserika broschyren Free Space: A Perspective on the Small Group in Women's Liberation, där hon beskrev en metod i fyra steg för medvetandehöjning. Verket var influerat av humanistisk psykologi.
Allen var redaktör för tidningen Union Women's Alliance to Gain Equality (Union WAGE). Hon var också involverad i Bridal Fair-aktionen 1969, Miss America-protesten och Internationella kvinnodagen.
Hon bytte namn från Pamela Allen till Chude Pamela Allen.
Allen samarbetade med sin första make i boken Reluctant Reformers: Racism and Social Reform Movements in the United States som gavs ut 1974. Hon skriver också poesi och har skrivit två pjäser, The Uprising of the 20.000 och Could We Be Heard.
Allen är med i den feministiska historiefilmen She's Beautiful When She's Angry.
Allen är medlem i Bay Area Veterans of the Civil Rights Movement. Hon bor i San Francisco.